# Diplomatenkennzeichen (Deutschland)
Diplomatenkennzeichen für Kraftfahrzeuge unterscheiden sich im systematischen Aufbau von regulären Kfz-Kennzeichen in Deutschland. Diplomatenkennzeichen weisen den Fahrzeughalter als diplomatische Vertretung oder überstaatliche Organisation aus.

## Geschichte und Allgemeines
Bei Einführung der Kennzeichen Ende der 1970er Jahre waren die Zahlen der ersten Gruppe bis 153 entsprechend den Ländernamen alphabetisch geordnet. Schon damals wurden einige Nummern bewusst freigehalten, so die Nummern von 31 bis 33, 40 bis 43, 52 und 53. Immer noch ist diese Sortierung zu erkennen, aber mit Lücken und Ausnahmen, da sich beispielsweise Staaten umbenannt haben (Beispiel: Burma → Myanmar), nicht mehr existieren oder im Laufe der Zeit neu gegründet wurden (Beispiel: Kroatien) und daher entweder eine der noch freien Nummern erhalten haben oder am Ende eingeordnet wurden.
Die Zahlen 0 bis 9 werden für das diplomatische Korps nicht benutzt, da diese der deutschen Staatsführung (Bundespräsident, Bundeskanzler, Außenminister) vorbehalten sind. Diese sind keine Diplomatenkennzeichen, wie sie hier beschrieben werden.
Die Zahlen 10 bis 169 und 200 bis 299 sind Staaten vorbehalten, wobei die erste vergebene Nummer, die 10, für die Nuntiatur bzw. den Vatikan steht, da in Deutschland der päpstliche Nuntius aufgrund des Schlussprotokolls zum Reichskonkordat von 1933 geborener Doyen des diplomatischen Korps ist. So wurde bei der Vergabe der Codes den vatikanischen Vertretern die Vorrangstellung eingeräumt. Die Zahlen 170 bis 199 und 300 bis 399 werden überstaatlichen Organisationen zugewiesen.

## Aussehen und Zusammensetzung

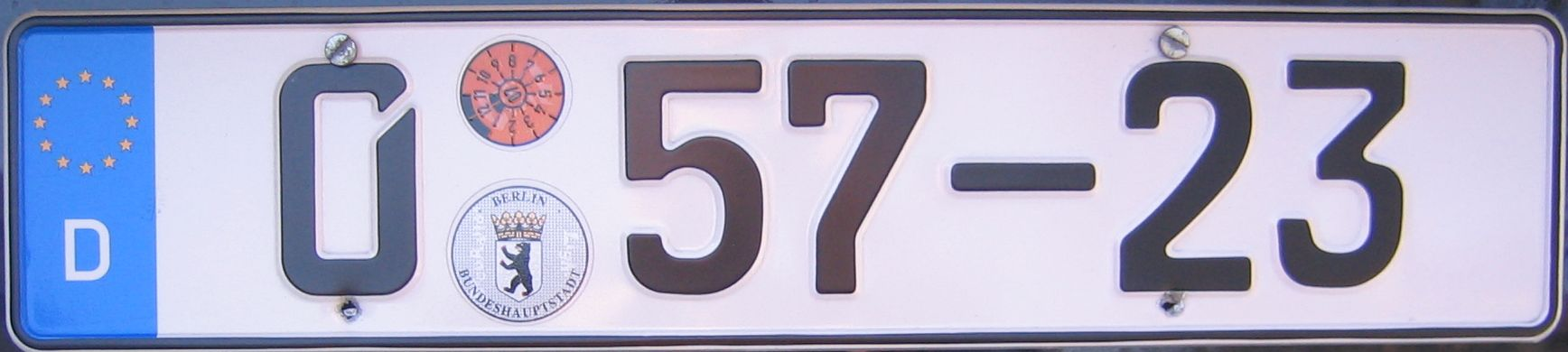
Diplomatenkennzeichen der indonesischen Botschaft

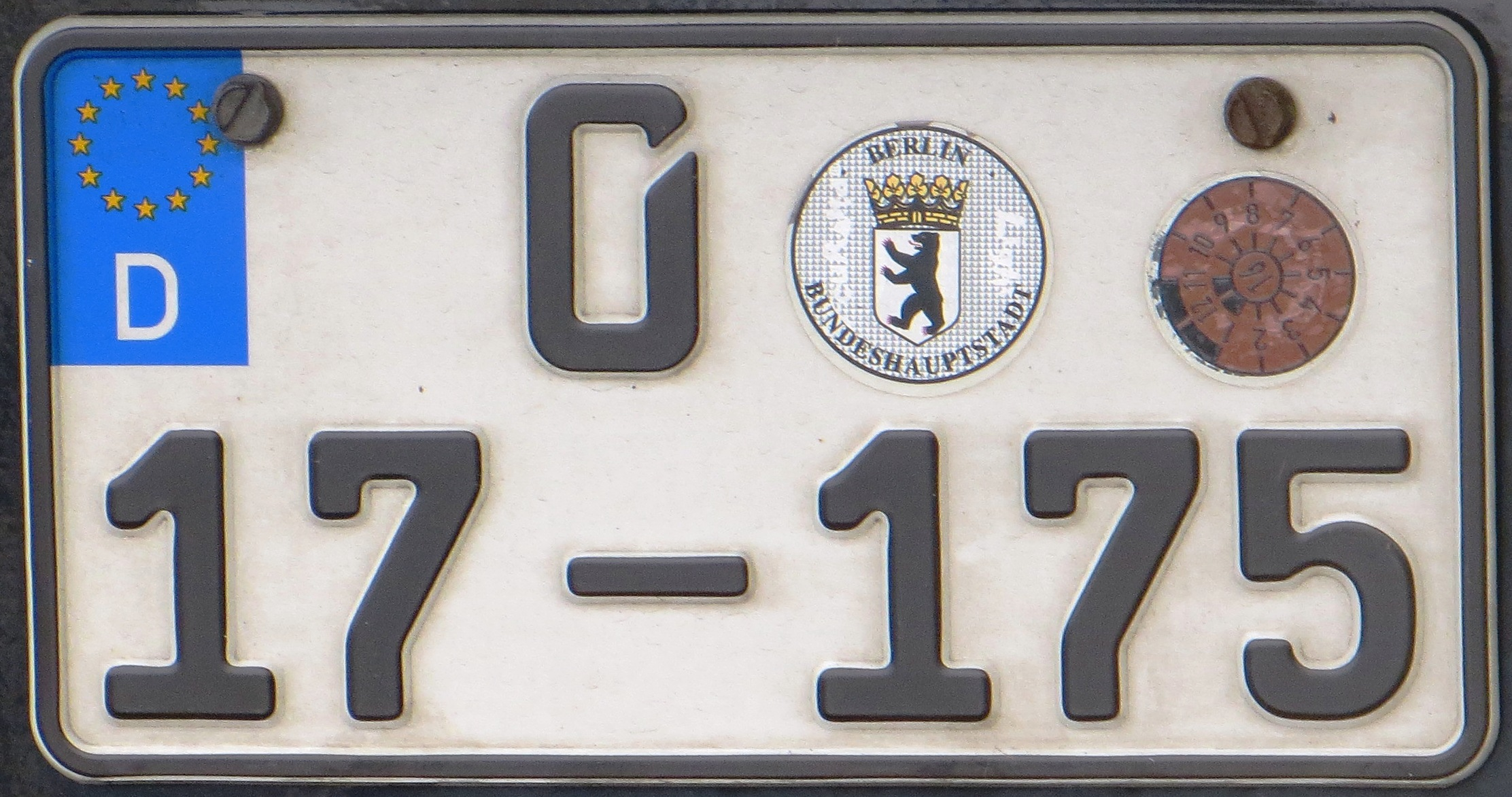
Zweizeiliges Kennzeichen der US-Botschaft

Fahrzeugkennzeichen des Diplomatischen Korps beginnen mit der Ziffer Null für diplomatisches Personal (zum Beispiel den Botschafter) oder der Stadtkennung des Zulassungsbezirks (üblicherweise B für Berlin oder BN für Bonn) bei sonstigem Botschaftspersonal (zum Beispiel technischen Angestellten). Für das Konsularische Korps wird das Kennzeichen des Zulassungsbezirks mit einer aus drei bis fünf Ziffern bestehenden Nummer ausgegeben, die immer mit einer Neun beginnt.
Rechts der Plaketten besitzen diese Kennzeichen einen Ländercode und nachfolgend eine ein- bis dreistellige Zahl, die üblicherweise im Zusammenhang mit dem Rang des Inhabers steht. Kleinere Zahlen bezeichnen in der Regel einen höheren Rang. Diplomatische Kennzeichen werden nicht nur an Personal von Botschaften ausgegeben, sondern auch an Mitarbeiter zahlreicher internationaler und zwischenstaatlicher Organisationen, sofern entsprechende Vorrechte für sie eingeräumt werden.

Als personengebundene Kennzeichen beschränken sie die Benutzung des Fahrzeuges grundsätzlich auf den Halter des Fahrzeugs. Deutsche Ehemänner bzw. -frauen von ausländischen Botschaftern sind nicht berechtigt, mit dem Wagen zu fahren, da ihnen nicht alle diplomatischen Vorrechte und Befreiungen zustehen. Familienangehörige von Diplomaten erhalten für eigene Privatfahrzeuge zudem nur teilweise Diplomatenkennzeichen zugeteilt. Nachrangige Angehörige einer diplomatischen Mission, einer konsularischen Vertretung oder einer internationalen Organisation erhalten keine Diplomatenkennzeichen, sondern ein gewöhnliches Zivilkennzeichen. Die Ausgabe von Diplomatenkennzeichen an deutsche Staatsangehörige, z. B. den deutschen Leiter einer internationalen Organisation, ist selten, aber nicht völlig ausgeschlossen. 

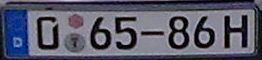
Diplomatenkennzeichen mit H für historische Fahrzeuge

Wird ein Diplomatenkennzeichen gestohlen oder ist aus anderen Gründen verloren, bekommt das Fahrzeug eine Alias-Nummer. Dazu wird das bisherige Kennzeichen durch den Buchstaben A ergänzt, bis die Sperrfrist von einem Jahr abgelaufen ist. Wird auch die Alias-Nummer vermisst, kommt Zusatzbuchstabe B zum Einsatz. Hierbei ist aber zu beachten, dass auch die Diplomatenkennzeichen das H für historische Fahrzeuge erhalten können. Der Buchstabe H wird daher bei den Alias-Kennzeichen ausgespart, um eine eindeutige Zuordnung zu ermöglichen.

### Variante 1

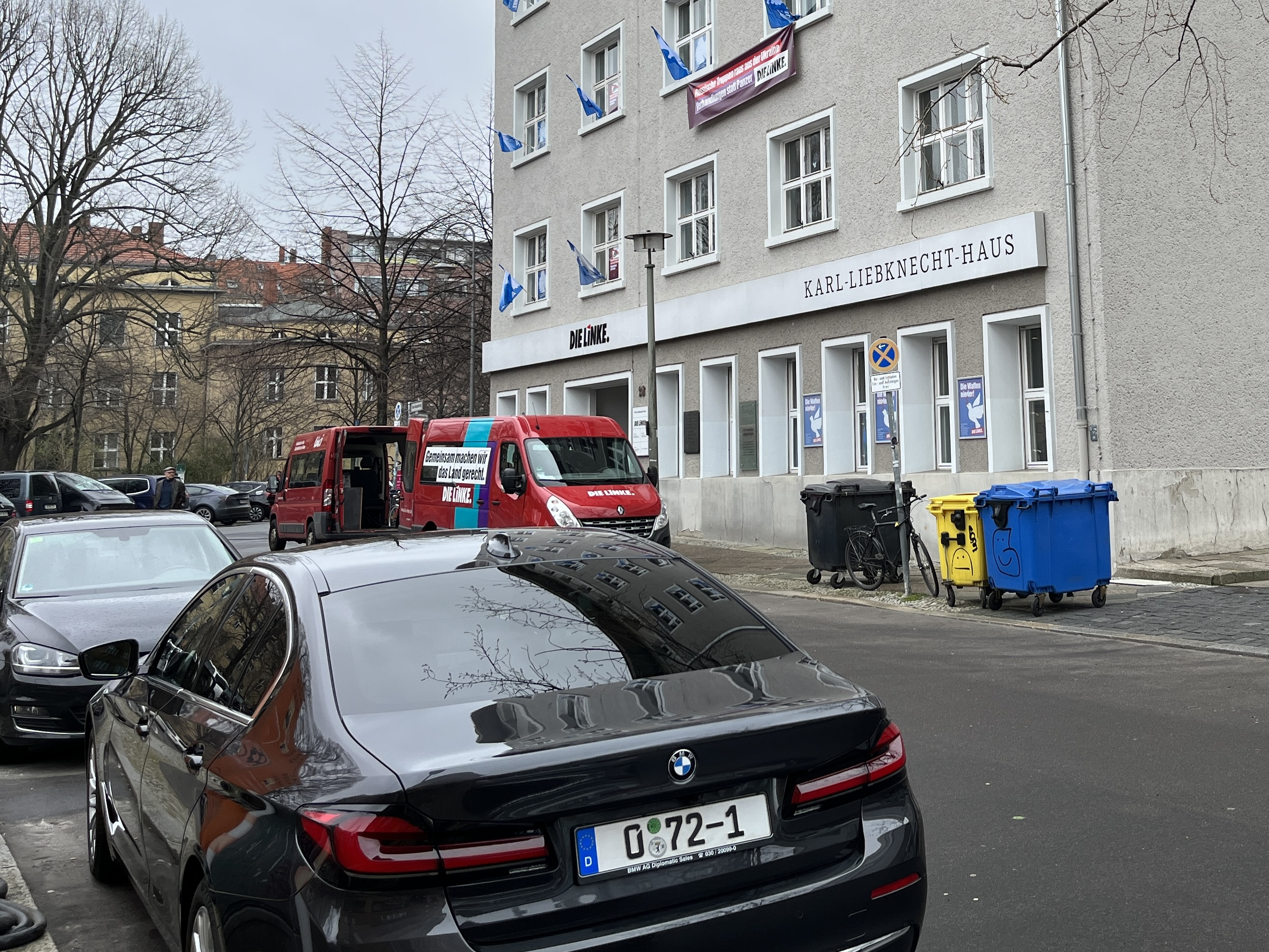
Dienstwagen des Botschafters der Republik Kuba in Berlin

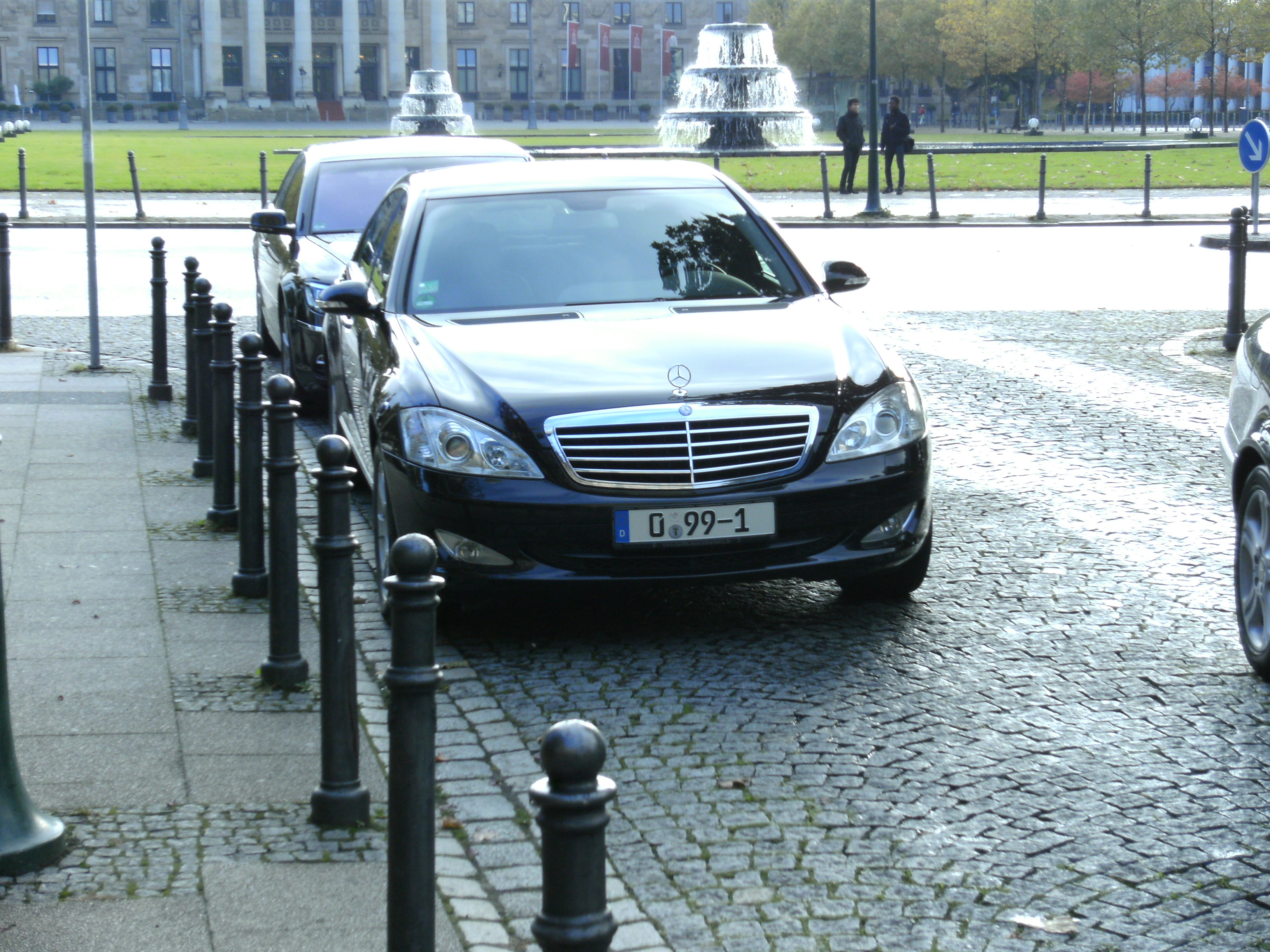
Dienstwagen des Botschafters der Bundesrepublik Nigeria, fotografiert in Wiesbaden

Diese beginnt mit einer 0 (Ziffer Null), gefolgt vom Zulassungsstempel des Zulassungsbezirks, in dem die Vertretung oder Organisation ihren Sitz hat (in der Regel Berlin). Im Anschluss folgt zuerst die Landeskennzahl, davon getrennt durch einen Bindestrich eine weitere Zahl. Je niedriger diese letzte Zahl ist, desto höher der diplomatische Rang; die 1 hat in aller Regel das Dienstfahrzeug des Botschafters oder des Leiters der Organisation. Dabei reicht der zweite Ziffernblock von 1 bis 199. Ausnahmen davon gibt es für die USA, 1–500, und die Niederlande, 1–299. Wird ein solches Kennzeichen gestohlen (egal ob mit oder ohne Auto, beispielsweise als Souvenir), kann das gleiche Kennzeichen erneut verwendet werden, es folgt dann dem letzten Ziffernblock ein A. Sollte dieses Kennzeichen wiederum gestohlen werden, wird dem aufsteigenden Alphabet nach der nächste Buchstabe verwendet. Nur Personen mit rotem Diplomatenausweis oder Diplomatenausweis mit dem Kennbuchstaben D (ohne Einschränkung gemäß Art. 37 WÜD) bekommen ein solches Kennzeichen.
0 17–1: Dienstfahrzeug des Botschafters der USA.
0 17–37A wäre das nachfolgende Kennzeichen des gestohlenen 0 17–37.
An Personenkraftwagen muss das CD-Zusatzschild  angebracht sein.

### Variante 2

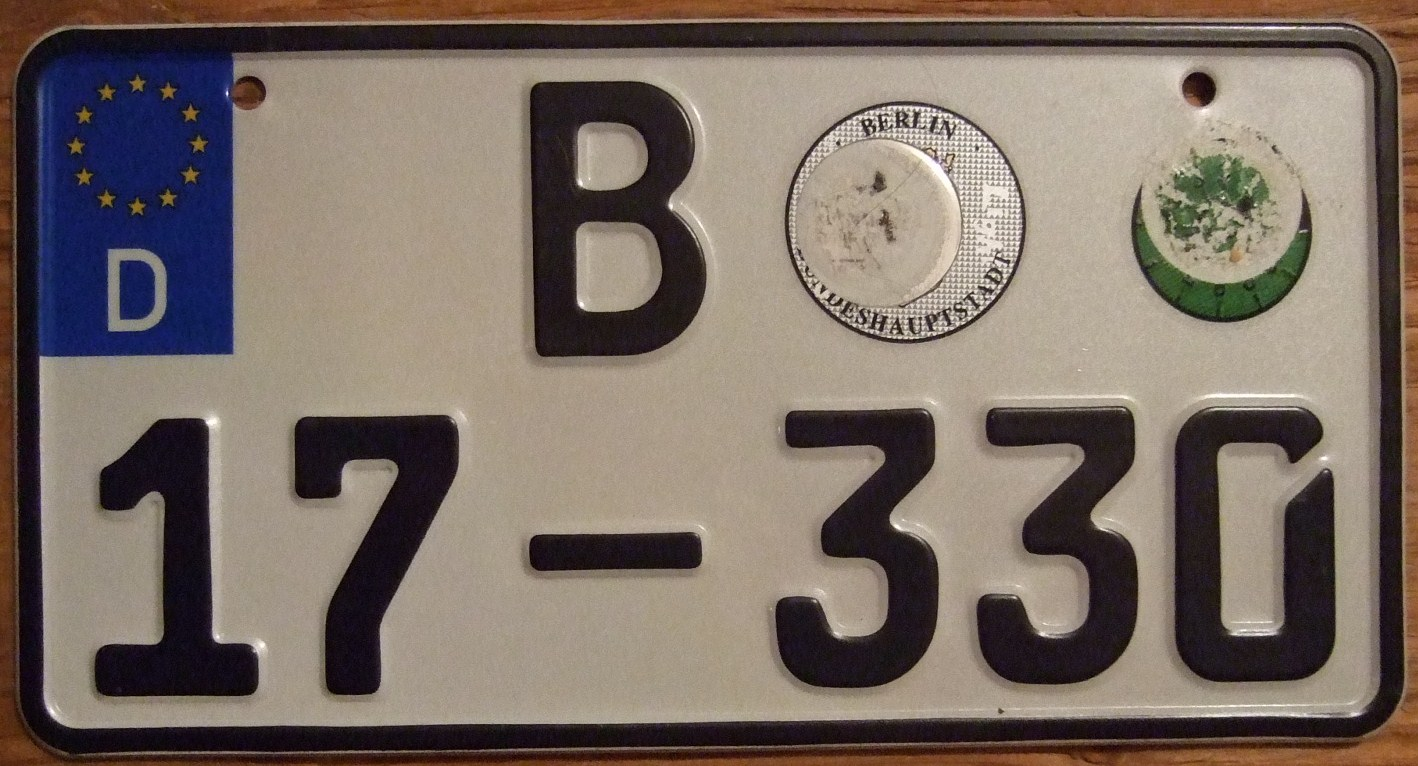
Entstempeltes Kennzeichen von einem Fahrzeug des Verwaltungs- oder technischen Personals der Botschaft der USA in Berlin.

Diese hat als einzigen Unterschied zur zuvor genannten Variante anstelle der 0 die Kennung der Zulassungsstelle. Die Durchnummerierung der Fahrzeuge folgt in der Regel in Bonn von 1 bis 999 und in Berlin von 300 bis 999. Diese Variante wird bei Fahrzeugen verwendet, deren Inhaber einen blauen Ausweis für bevorrechtigte Personen des Verwaltungs- und technischen Personals bzw. mit einem Protokollausweis für Verwaltungspersonal mit dem Kennbuchstaben VB (ohne Einschränkung gemäß Art. 37 WÜD) haben. Ein CD-Zusatzschild darf an diesen Fahrzeugen nicht angebracht sein.
B 17–323 ist ein Fahrzeug, das für einen Bediensteten der Botschaft der USA in Berlin zugelassen ist.
Die Varianten 1 und 2 werden von den Zulassungsstellen in Berlin und Bonn ausgegeben. Sie werden Fahrzeugen der dort ansässigen diplomatischen Missionen, aber auch internationalen Organisationen im gesamten Bundesgebiet zugeteilt (siehe unten, Liste der Codes der Internationalen Organisationen und zwischenstaatlichen Einrichtungen).

### Variante 3

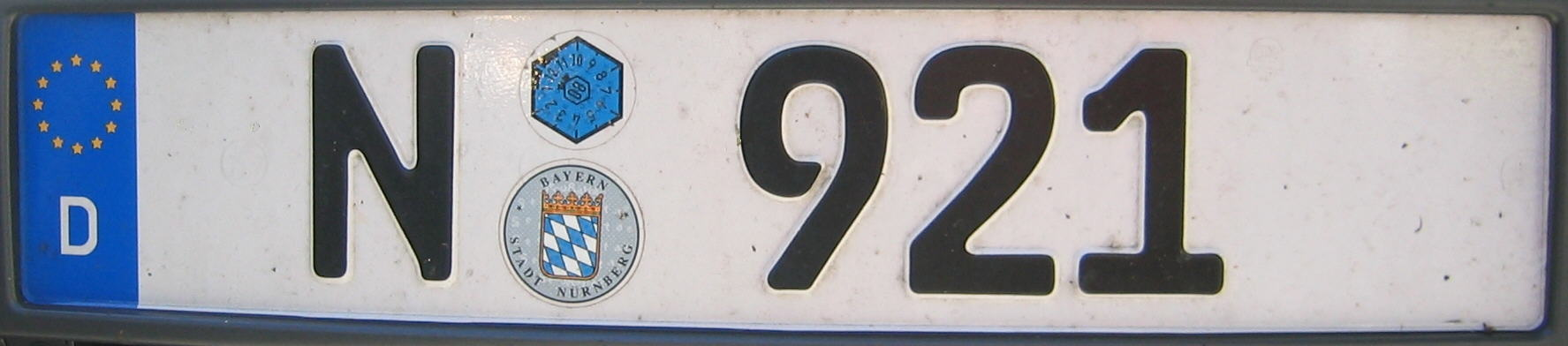
Kennzeichen für das italienische Konsulat in Nürnberg

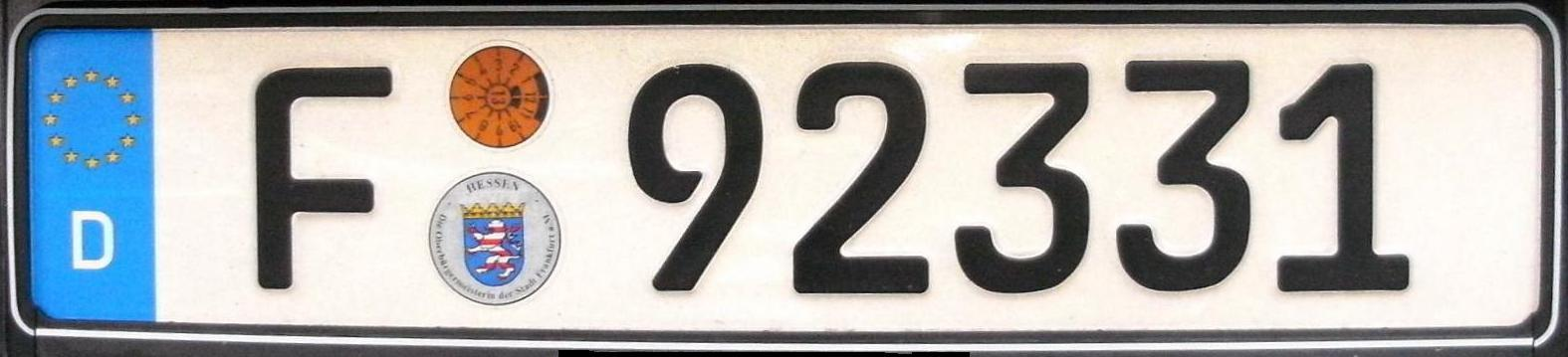
Fünfstellige Nummer auf einem Kennzeichen eines Konsulatsfahrzeugs in Frankfurt am Main

Diese entspricht dem Aussehen der früheren deutschen Behördenkennzeichen. Allerdings beginnt der drei- bis fünfstellige Ziffernblock immer mit einer 9 und es gibt keinen Ziffernblock mit einem Ländercode nach unten stehender Liste. In Berlin und Bonn wird diese Variante nicht genutzt.
Solche Kennzeichen werden nur an Angehörige eines Berufskonsulats ausgegeben.
F–9XXX ist beispielsweise ein Fahrzeug im konsularischen Dienst, welches in Frankfurt am Main zugelassen ist.
In Deutschland akkreditierte Honorarkonsuln (oft deutsche Staatsangehörige) erhalten kein besonderes Kennzeichen, sondern ein gewöhnliches Zivilkennzeichen. Sie sind aber – wie die Berufskonsuln – berechtigt, an ihrem Fahrzeug ein CC-Zusatzschild anzubringen: 

## Liste der Codes der Staaten

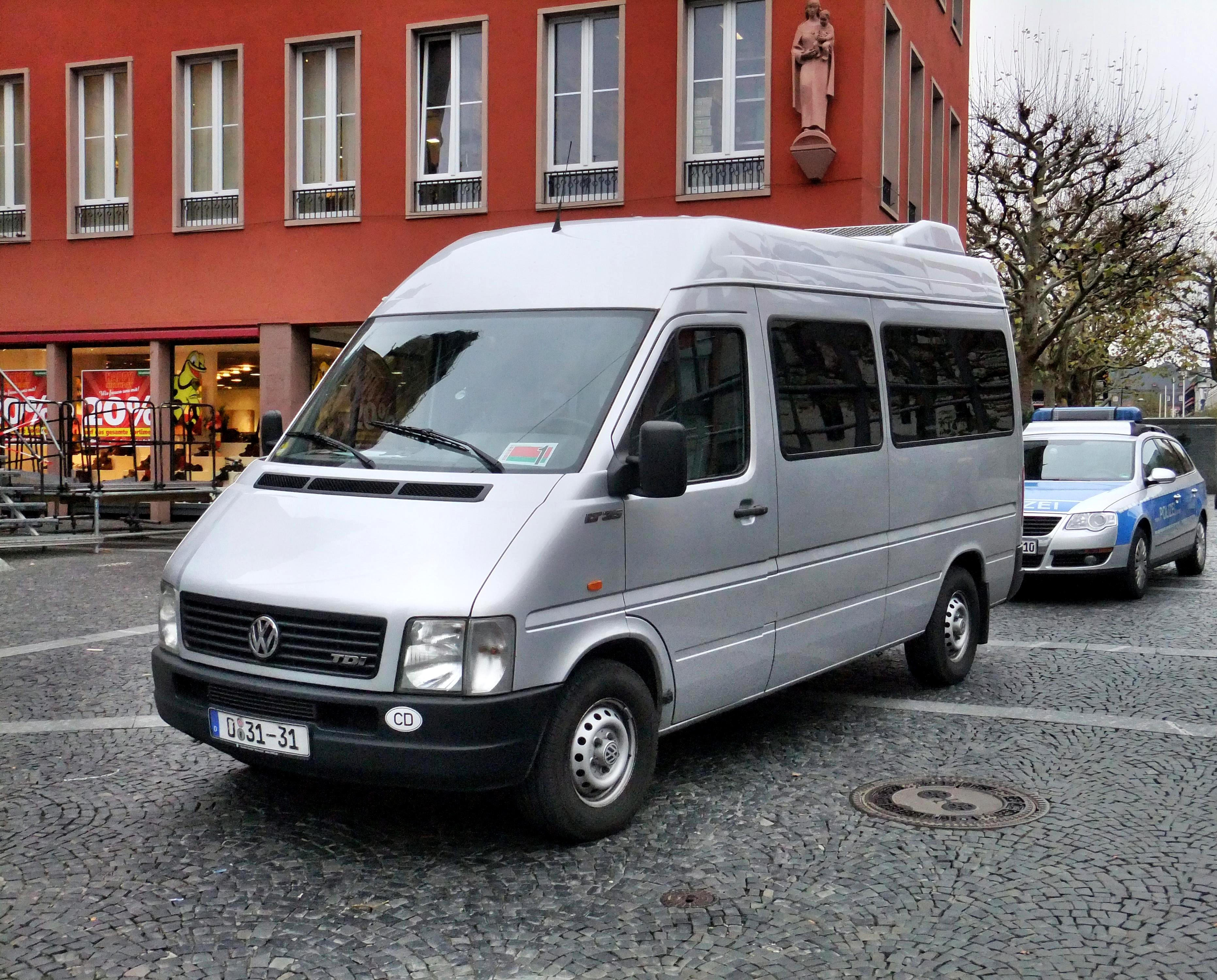
Ein Fahrzeug des Diplomatischen Corps von Belarus

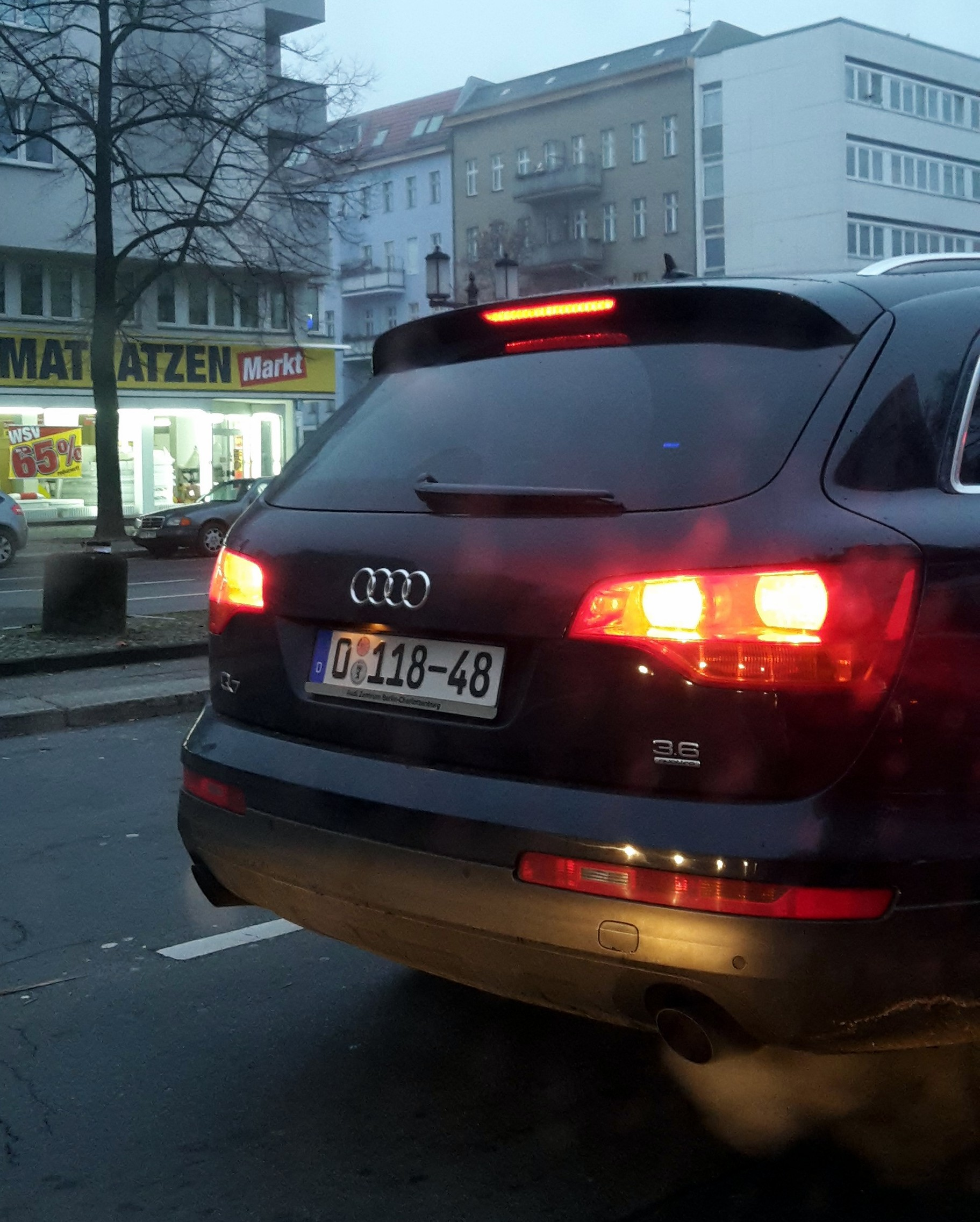
Fahrzeug der saudi-arabischen Botschaft

Die Kennzeichen der Variante 2 werden sowohl in Berlin (B-...) als auch in Bonn (BN-..) ausgegeben. Hiervon ausgenommen sind lediglich die Missionen von Äquatorialguinea, Dschibuti, Kosovo, Liechtenstein, Montenegro, Mauritius und der Demokratischen Volksrepublik Korea; Kennzeichen für diese Staaten werden nur in Berlin ausgegeben.
Die Liste folgt einer alphabetischen Reihenfolge der deutschsprachigen Ländernamen zum Ausgabezeitpunkt, bei späteren Umbenennungen bleibt die Nummer gleich. Später hinzugekommene Staaten werden entweder auf freigewordene Plätze, die aber nicht exakt ihrer Position im Alphabet entsprechen, eingefügt (z. B. Kosovo, Namibia) oder am Ende der Liste (ab Nr. 154) angefügt.
| Code | Flagge mit Staat                                       |
| ---- | ------------------------------------------------------ |
| 10   | Heiliger Stuhl bzw. Vatikanstadt                       |
| 11   | Ägypten                                                |
| 12   | Angola                                                 |
| 13   | Albanien                                               |
| 14   | Äthiopien                                              |
| 15   | Afghanistan                                            |
| 16   | Algerien                                               |
| 17   | Vereinigte Staaten („Amerika“)                         |
| 18   | Argentinien                                            |
| 19   | Australien                                             |
| 20   | Bangladesch                                            |
| 21   | Belgien                                                |
| 22   | Brunei                                                 |
| 23   | Bulgarien                                              |
| 24   | Myanmar (früher Birma)                                 |
| 25   | Bolivien                                               |
| 26   | Brasilien                                              |
| 27   | Burundi                                                |
| 28   | Chile                                                  |
| 29   | Volksrepublik China                                    |
| 30   | Costa Rica                                             |
| 31   | Belarus                                                |
| 32   | Bosnien und Herzegowina                                |
| 33   | Äquatorialguinea                                       |
| 34   | Dänemark                                               |
| 35   | Benin (früher Dahomey)                                 |
| 36   | Dominikanische Republik                                |
| 37   | Ecuador                                                |
| 38   | Elfenbeinküste                                         |
| 39   | El Salvador                                            |
| 40   | Kosovo                                                 |
| 41   | Estland                                                |
| 42   | Liechtenstein                                          |
| 43   | Montenegro                                             |
| 44   | Finnland                                               |
| 45   | Frankreich                                             |
| 46   | Gabun                                                  |
| 47   | Ghana                                                  |
| 48   | Griechenland                                           |
| 49   | Vereinigtes Königreich („Großbritannien“)              |
| 50   | Guatemala                                              |
| 51   | Guinea                                                 |
| 52   | Lettland                                               |
| 53   | Litauen                                                |
| 54   | Haiti                                                  |
| 55   | Honduras                                               |
| 56   | Indien                                                 |
| 57   | Indonesien                                             |
| 58   | Irak                                                   |
| 59   | Iran                                                   |
| 60   | Irland                                                 |
| 61   | Island                                                 |
| 62   | Laos                                                   |
| 63   | Kap Verde                                              |
| 64   | Israel                                                 |
| 65   | Italien                                                |
| 66   | Jamaika                                                |
| 67   | Japan                                                  |
| 68   | Jemen                                                  |
| 69   | Jordanien                                              |
| 70   | Serbien (früher BR Jugoslawien)                        |
| 71   | Kuwait                                                 |
| 72   | Kuba                                                   |
| 73   | Katar                                                  |
| 74   | Kamerun                                                |
| 75   | Kanada                                                 |
| 76   | Kenia                                                  |
| 77   | Kolumbien                                              |
| 78   | Republik Kongo                                         |
| 79   | Südkorea („Korea“)                                     |
| 80   | Libanon                                                |
| 81   | Liberia                                                |
| 82   | Libyen                                                 |
| 83   | Lesotho                                                |
| 84   | Luxemburg                                              |
| 85   | Madagaskar                                             |
| 86   | Malawi                                                 |
| 87   | Malaysia                                               |
| 88   | Mali                                                   |
| 89   | Marokko                                                |
| 90   | Mauretanien                                            |
| 91   | Mexiko                                                 |
| 92   | Malta                                                  |
| 93   | Monaco                                                 |
| 94   | Nepal                                                  |
| 95   | Neuseeland                                             |
| 96   | Nicaragua                                              |
| 97   | Niederlande                                            |
| 98   | Niger                                                  |
| 99   | Nigeria                                                |
| 100  | Norwegen                                               |
| 101  | Mongolei                                               |
| 102  | Mosambik                                               |
| 103  | Oman                                                   |
| 104  | Burkina Faso (früher Obervolta)                        |
| 105  | Österreich                                             |
| 106  | Pakistan                                               |
| 107  | Panama                                                 |
| 108  | Paraguay                                               |
| 109  | Peru                                                   |
| 110  | Philippinen                                            |
| 111  | Polen                                                  |
| 112  | Portugal                                               |
| 113  | Papua-Neuguinea (derzeit keine Botschaft)              |
| 114  | Namibia                                                |
| 115  | Ruanda                                                 |
| 116  | Rumänien                                               |
| 117  | Sambia                                                 |
| 118  | Saudi-Arabien                                          |
| 119  | Schweden                                               |
| 120  | Schweiz                                                |
| 121  | Senegal                                                |
| 122  | Sierra Leone                                           |
| 123  | Singapur                                               |
| 124  | Simbabwe                                               |
| 125  | Somalia                                                |
| 126  | Spanien                                                |
| 127  | Sri Lanka                                              |
| 128  | Sudan                                                  |
| 129  | Südafrika                                              |
| 130  | Syrien                                                 |
| 131  | Tansania                                               |
| 132  | Thailand                                               |
| 133  | Togo                                                   |
| 134  | Tonga (derzeit keine Botschaft)                        |
| 135  | Tschechien                                             |
| 136  | Tschad                                                 |
| 137  | Türkei                                                 |
| 138  | Tunesien                                               |
| 139  | Uganda                                                 |
| 140  | Russland (früher „UdSSR“ → Sowjetunion)                |
| 141  | Uruguay                                                |
| 142  | Ungarn                                                 |
| 143  | Ukraine                                                |
| 144  | Grenada (derzeit keine Botschaft)                      |
| 145  | frei                                                   |
| 146  | Venezuela                                              |
| 147  | Vietnam                                                |
| 148  | Vereinigte Arabische Emirate                           |
| 149  | frei                                                   |
| 150  | frei                                                   |
| 151  | Demokratische Republik Kongo (früher Zaire)            |
| 152  | Zentralafrikanische Republik (derzeit keine Botschaft) |
| 153  | Zypern                                                 |
| 154  | Kroatien                                               |
| 155  | Slowenien                                              |
| 156  | Aserbaidschan                                          |
| 157  | Slowakei                                               |
| 158  | Kasachstan                                             |
| 159  | Nordmazedonien                                         |
| 160  | Usbekistan                                             |
| 161  | Eritrea                                                |
| 162  | Georgien                                               |
| 163  | Tadschikistan                                          |
| 164  | Bahrain                                                |
| 165  | Kambodscha                                             |
| 166  | Armenien                                               |
| 167  | Kirgisistan                                            |
| 168  | Moldau                                                 |
| 169  | Turkmenistan                                           |
| 200  | Mauritius                                              |
| 201  | Nordkorea                                              |
| 202  | Dschibuti                                              |
| 203  | Guinea-Bissau                                          |
| 204  | Südsudan                                               |
| 205  | Botswana                                               |
| 206  | Malediven                                              |

Quelle: Abgeordnetenhaus von Berlin

## Liste der Codes der Internationalen Organisationen und zwischenstaatlichen Einrichtungen

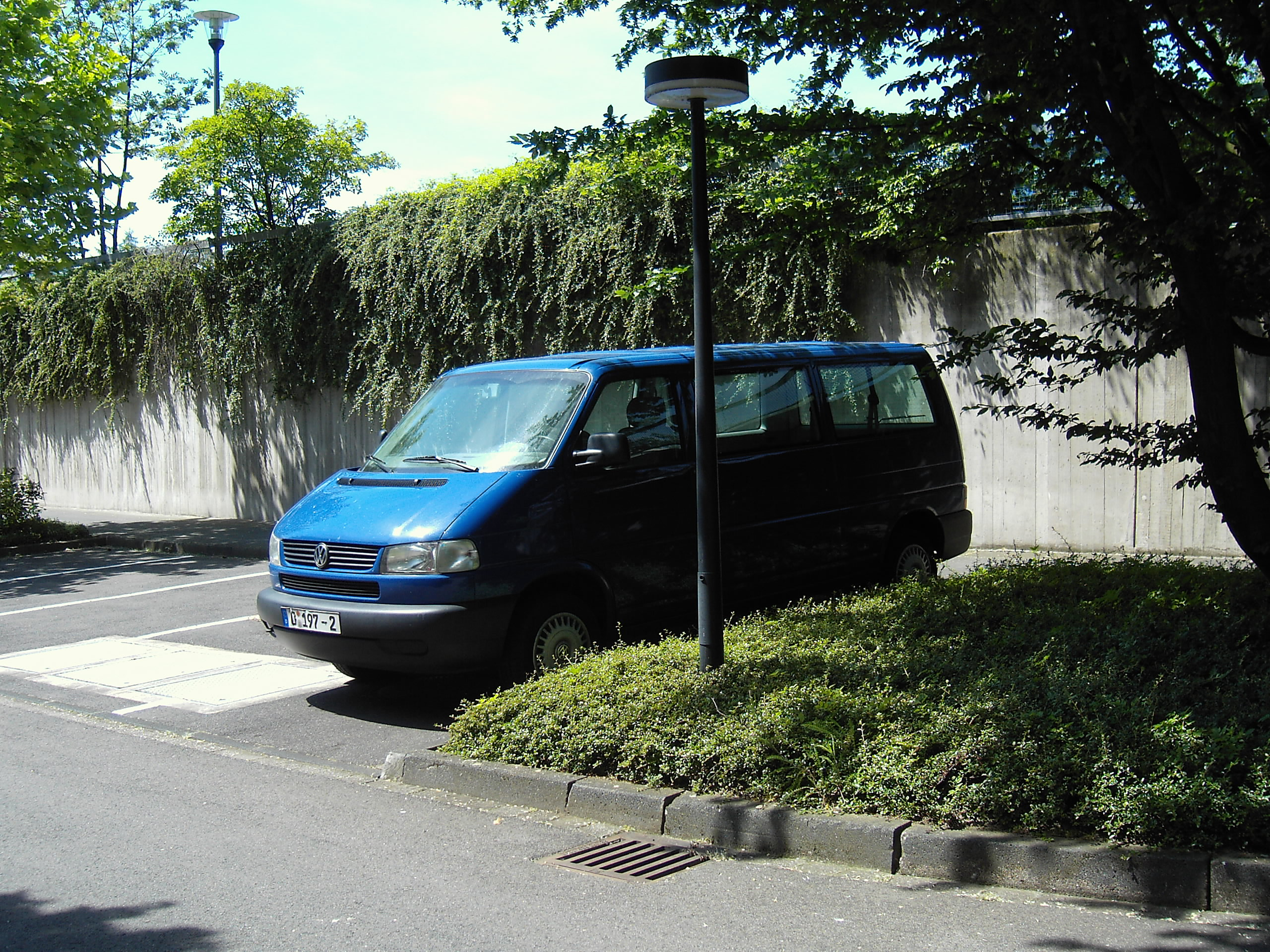
Dienstfahrzeug des UN-Sekretariats der Wüstenkonvention (UNCCD), Bonn

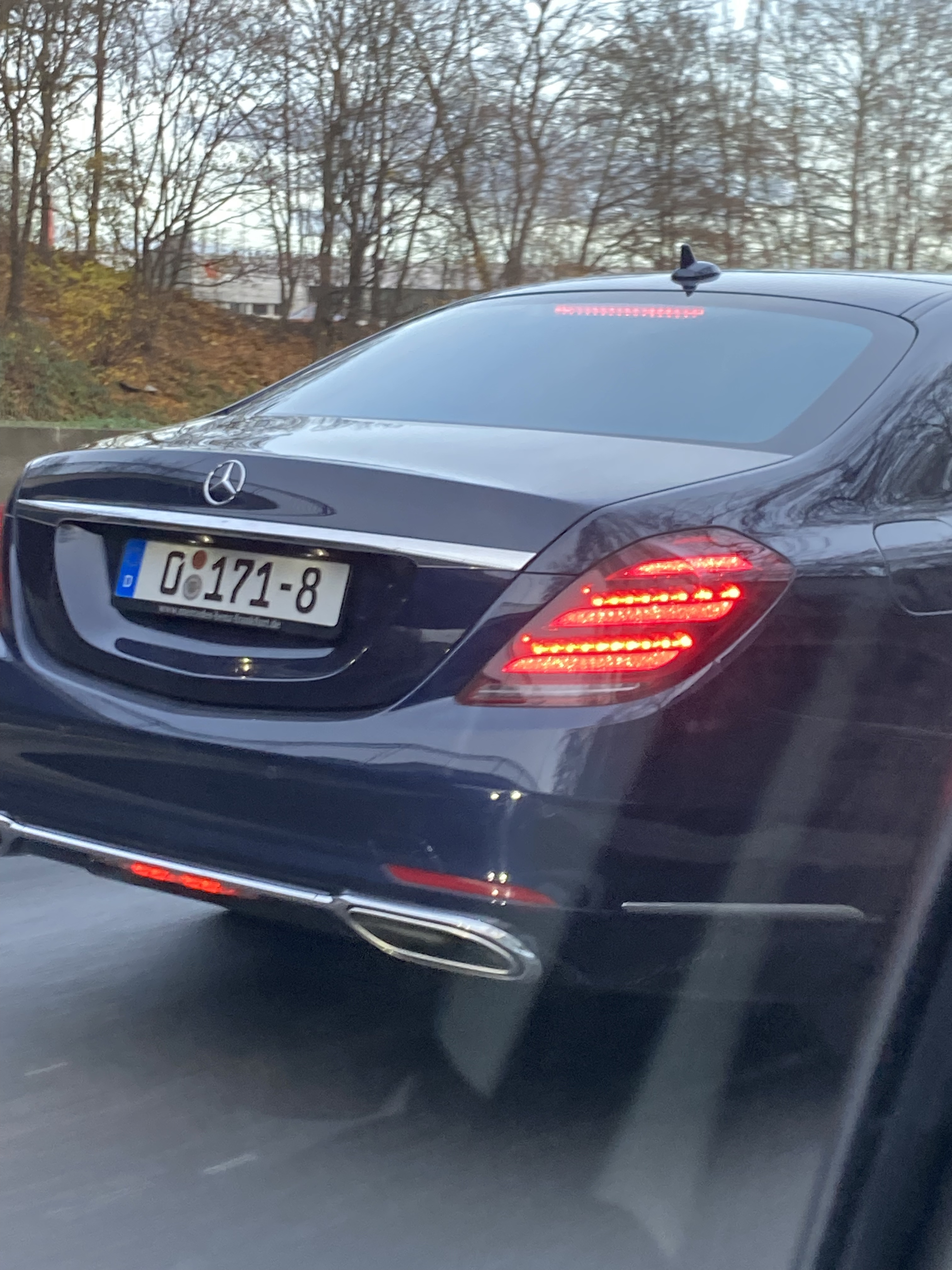
Dienstwagen der Europäischen Zentralbank (EZB)

| Organisation | Sitz                 | Mitglieder mit Diplomatenstatus | Mitglieder der Organisationen |
| --- | -------------------- | ------------------------------- | ----------------------------- |
| Internationale Arbeitsorganisation (ILO) | Berlin               | 0-170-                          |                               |
| Europäische Zentralbank (EZB) | Frankfurt am Main    | 0-171-                          |                               |
| Europäische Agentur für Flugsicherheit (EASA) | Köln                 | 0-172-                          | BN-172-                       |
| Vereinte Nationen, Der Hohe Flüchtlingskommissar (UNHCR) | Berlin               | 0-173-                          | B- oder BN-173-               |
| Gemeinsame Organisation für Rüstungskooperation (OCCAR) | Bonn                 | 0-174-                          | BN-174-                       |
| Verbindungsstelle der International Organisation for Migration (IOM) [bislang: Zwischenstaatliches Komitee für Europäische Auswanderung (ICEM), Bonn]                     | Berlin               | 0-175-                          | BN-175-                       |
| Büro der Liga der Arabischen Staaten | Berlin               | 0-176-                          | B-176-                        |
| Deutsch-Französisches Jugendwerk (DFJW), Generalsekretariat | Berlin               | 0-177-                          | BN-177-                       |
| Europäisches Operations-Zentrum für Weltraumforschung (ESOC) | Darmstadt            |                                 | BN-178-                       |
| NATO EF 2000 and Tornado Development, Production & Logistics Management Agency (NETMA) [bislang: NATO-Organisation für Produktion und Logistik, München (NAMMA), München] | Unterhaching         |                                 | BN-179-                       |
| Europäische Südsternwarte (ESO) | Garching bei München | 0-180-                          | BN-180-                       |
| Europäisches Laboratorium für Molekularbiologie (EMBL) | Heidelberg           | 0-181-                          | BN-181-                       |
| Europäische Kommission – Vertretung in Deutschland − |                      | 0-182-                          |                               |
| Europäisches Patentamt (EPA) | München              | 0-183-                          | BN-183-                       |
| Organisation für wirtschaftliche Zusammenarbeit und Entwicklung (OECD) | Berlin               |                                 | BN-184-                       |
| Welternährungsprogramm der Vereinten Nationen – Büro Berlin – | Berlin               | 0-185-                          | B-185-                        |
| Europäische Organisation für die Nutzung meteorologischer Satelliten (EUMETSAT)                                                                                           | Darmstadt            |                                 | BN-186-                       |
| Europäisches Astronautenzentrum (EAC) | Köln                 |                                 | BN-187-                       |
| UNESCO-Institut für Lebenslanges Lernen | Hamburg              | 0-188-                          | BN-188-                       |
| Deutsch-Polnisches Jugendwerk (DPJW) | Potsdam              | 0-189-                          | BN-189-                       |
| Weltbank (IFC) | Frankfurt am Main    | 0-190-                          |                               |
| Europäisches Zentrum für Umwelt und Gesundheit – Weltgesundheitsorganisation – Regionalbüro für Europa                                                                    | Bonn                 | 0-191-                          | BN-191-                       |
| Umweltprogramm der Vereinten Nationen – Sekretariat zur Erhaltung der wandernden wildlebenden Tierarten (GMS)                                                             | Bonn                 | 0-192-                          | BN-192-                       |
| Sekretariat der Klimarahmen-Konvention (UNFCCC) | Bonn                 | 0-193-                          | BN-193-                       |
| Freiwilligenprogramm der Vereinten Nationen (UNV) | Bonn                 | 0-194-                          | BN-194-                       |
| Internationaler Seegerichtshof (ISGH) | Hamburg              | 0-195-                          | BN-195-                       |
| Informationszentrum der Vereinten Nationen (UNIC) | Bonn                 | 0-196-                          | BN-196-                       |
| UN-Sekretariat der Wüstenkonvention (UNCCD) | Bonn                 | 0-197-                          | BN-197-                       |
| UNESCO-Internationales Zentrum für Berufsbildung (UNESCO-Centre) | Bonn                 | 0-198-                          | BN-198-                       |
| Universität der Vereinten Nationen – Forschungsinstitut für Katastrophenmanagement −                                                                                      | Bonn                 | 0-199-                          | BN-199-                       |
| Plattform der Vereinten Nationen für raumfahrtgestützte Informationen für Katastrophenmanagement und Notfallmaßnahmen (UNOOSA/UN-SPIDER)                                  | Bonn                 | 0-300-                          | BN-300-                       |
| Sekretariat für die Studie „Die Ökonomie der Ökosysteme und der biologischen Vielfalt“ (UNEP/TEEB)                                                                        | Bonn                 | 0-301-                          | BN-301-                       |
| Internationale Organisation für Erneuerbare Energien – Innovations und Technologiezentrum (IRENA/IITC)                                                                    | Bonn                 | 0-302-                          | BN-302-                       |
| Welttreuhandfonds für Kulturpflanzenvielfalt (GCDT) | Bonn                 | 0-303-                          | BN-303-                       |
| Bank für Internationalen Zahlungsausgleich (BIZ) – BIZ Innovation Eurosystem Centre                                                                                       | Basel (Schweiz)      | 0-317-                          | BN-317-                       |

## Nicht registrierte Staaten
Folgende von Deutschland anerkannte Staaten und sonstige Völkerrechtssubjekte haben keine Vertretung in Deutschland oder es sind ihnen keine Kennziffern zugeordnet worden.
- Andorra
- Antigua und Barbuda
- Bahamas
- Barbados
- Belize
- Bhutan
- Cookinseln
- Dominica
- Eswatini
- Fidschi
- Gambia
- Guyana
- Kiribati
- Komoren
- Malteserorden
- Marshallinseln
- Mikronesien
- Nauru
- Osttimor
- Palau
- Republik China (Taiwan)
- Salomonen
- Samoa (früher Westsamoa)
- San Marino
- São Tomé und Príncipe
- Seychellen
- St. Kitts und Nevis
- St. Lucia
- St. Vincent und die Grenadinen
- Suriname
- Trinidad und Tobago
- Tuvalu
- Vanuatu